# Kanton Châteauneuf-en-Thymerais
Kanton Châteauneuf-en-Thymerais (francouzsky Canton de Châteauneuf-en-Thymerais) je francouzský kanton v departementu Eure-et-Loir v regionu Centre-Val de Loire. Tvoří ho 14 obcí.

## Obce kantonu
- Ardelles
- Le Boullay-les-Deux-Églises
- Châteauneuf-en-Thymerais
- Favières
- Fontaine-les-Ribouts
- Maillebois
- Puiseux
- Saint-Ange-et-Torçay
- Saint-Jean-de-Rebervilliers
- Saint-Maixme-Hauterive
- Saint-Sauveur-Marville
- Serazereux
- Thimert-Gâtelles
- Tremblay-les-Villages